# Ateliers de Constructions Mécaniques Locomotion Moderne
Ateliers de Constructions Mécaniques Locomotion Moderne war ein französischer Hersteller von Automobilen.

## Unternehmensgeschichte
Das Unternehmen aus Issy-les-Moulineaux begann 1911 mit der Produktion von Automobilen. Der Markenname lautete LM. 1915 endete die Produktion.

## Fahrzeuge
Zu den Automobilen liegen keine Details vor.